# AMI
AMI код (от англ. Alternate Mark Inversion, иногда в литературе встречается название «биполярный AMI код») — один из способов линейного кодирования (физического кодирования, канального кодирования, цифровое кодирование, манипуляция сигнала, импульсно-кодовая модуляция). Является трехуровневым кодом, при поступлении на вход кодера логической единицы осуществляется смена потенциала либо на верхний, либо на нижний уровень, в зависимости от предыдущего уровня, на котором передавалась логическая единица. В процессе синхронизации, физическая привязка к синхронной последовательности на приемной стороне осуществляется при передаче смены логической единицы и логического нуля, либо за счет скремблирования.

## Преимущества
- Самосинхронизирующийся код (слабая синхронизация в сравнении с манчестерским кодированием, поскольку синхронизация не производится при передаче логических нулей)
- Спектр сигнала уже, чем у NRZ
- Сравнительно простая в реализации

## Недостатки
- Мощность передатчика должна быть выше в сравнении с двухуровневым кодированием.
- Сложность построения аппаратуры в сравнении с двухуровневым кодированием.

## Применение
- Цифровой поток E1[2]